# 포산중학교
포산중학교(苞山中學校)는 대한민국 대구광역시 달성군 유가읍 봉리에 있는 공립 중학교이다.

## 학교 연혁
- 1959년 12월 25일 : 포산중학교 설립 기성회 발족
- 1960년 1월 20일 : 포산중학교 설립 인가(남여공학 6학급)
- 1960년 4월 8일 : 입학식 거행 (162명), 개교기념일
- 1960년 5월 11일 : 초대 곽수룡 교장 취임
- 1963년 2월 15일 : 졸업식 거행(제1회 134명, 계 134명)
- 1969년 11월 8일 : 학칙 변경으로 현풍여자중학교로 교명 변경
- 2001년 11월 5일 : 포산중학교로 학칙변경 인가(학운81412-974)
- 2003년 12월 8일 : 디지털 도서관 완공
- 2006년 6월 24일 : 포산중학교 교지 창간호  "포신"  발간
- 2009년 3월 16일 : 인조잔디 우레탄 운동장 개장식
- 2016년 2월 15일 : 학교 신축 이전 및 학급 증설(22학급), 남녀공학
- 2021년 2월 4일 : 제59회 졸업식(214명, 누계 10,188명)
- 2021년 3월 1일 : 제21대 성희경 교장 부임
- 2022년 3월 2일 : 2022학년도 1학년 238명 입학

## 참고 자료
- 포산중학교 - 한국교육학술정보원 학교알리미